# Арман (фильм)
«Арман» — советский художественный фильм, снятый режиссёром Дооронбеком Садырбаевым в 1975 году на студии «Киргизфильм».

## Предыстория фильма
Фильм был снят к 30-летию Дня Победы по мотивам повести Чингиза Айтматова «Свидание с сыном».
Смысловой перевод слова «арман» с киргизского означает понятие  «неизбывная тоска».

## Сюжет
Сюжет фильма построен вокруг главного персонажа — Чордона и его воспоминаниях о погибшем на войне сыне.
Чордон живет воспоминаниями о сыне. Он вспоминает приятные моменты связанные с сыном.
Мысленно, он не может смирится с потерей сына и, надеется на встречу с ним хотя-бы на короткий миг.
Сила воспоминаний тянет его в село, где когда-то жил и работал его сын. Чордону дорого все что было связано с памятью сына. Село и дом где жил его сын, земля, по которой он ходил, школа, где он преподавал, вода (река) которую он пил, и даже воздух, которым он дышал… При посещении села (где жил и работал его сын) — в его мыслях является сын, с которым он ведёт диалог:
…Приехал почтить твою память. Приехал поклониться людям, среди которых ты жил. Хочу поклониться этой земле, этим горам, воздуху, которым ты дышал, воде, которую ты пил. Вот и свиделись, сын мой…

## В ролях
- Нурмухан Жантурин — старик Чордон
- Жоробек Аралбаев — Султан — сын Чордона
- Роза Рыскельдинова — Бурма — первая жена Чордона
- Асанкул Шаршенов — Асанкул
- Жамал Сейдакматова — Салика — старшая дочь Чордона
- Таттыбюбю Турсунбаева — Зейнеш — младшая дочь Чордона
- Алиман Джангорозова — Насипкан — вторая жена Чордона
- Турсун Уралиев — комузист Мураталы
- Сабира Кумушалиева — старуха Сайра
- Калича Рысмендеева — старая рукодельница

## Над фильмом работали
- Режиссёр-постановщик: Дооронбек Садырбаев.
- Сценаристы: Дооронбек Садырбаев, Муса Мураталиев, Бакыт Карагулов.
- Режиссер: Т.Сыдыков.
- Операторы: Альберт Сейфуллин, Р.Альпиев, В.Галушко.
- Звукооператор: В.Кардонский.
- Художник-постановщик: С. Макаров.
- Художник по костюмам: С.Дыйканбаев.
- Художник по гримму: Э.Лужанская.
- Монтажер: А.Манкулова.
- Ассистент оператора: А.Омурзаков.
- Ассистент режиссера:  Н.Дубашев.
- Композитор: Шандор Каллош.
- Дирижер симфонического оркестра Киргизского телевидения и радио: М.Машкевич.
- Редактор: М.Яковлев.
- Директор картины: Петр Елиференко.